# ميثاق أوتاوا لتعزيز الصحة

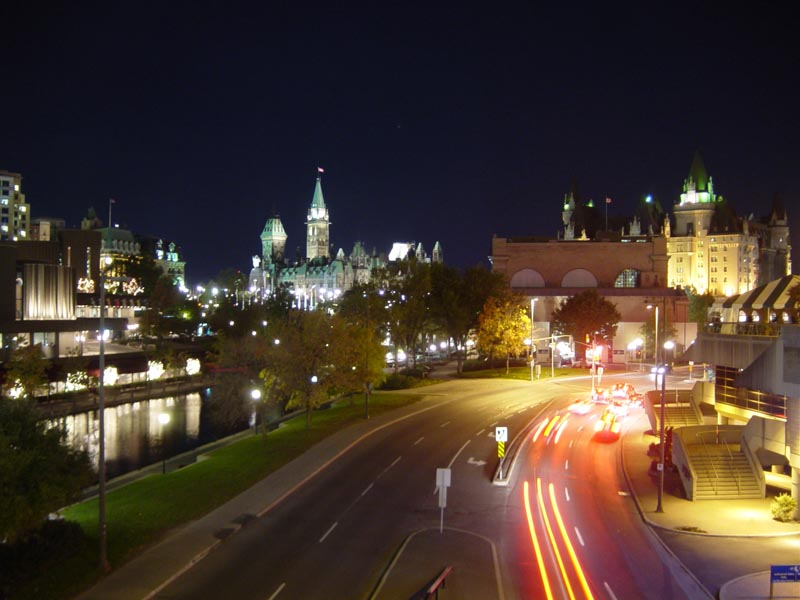

ميثاق أوتاوا لتعزيز الصحة هو اسم للاتفاقية الدولية التي نظمتها منظمة الصحة العالمية WHO والتي عقدت في مدينة اوتاوا بكندا وذلك في نوفمبر 1986.
حيث اطلقت سلسلة من المبادرات بمشاركة العديد منظمات دولية 
وحكومات الدول والمجتمعات المحلية لتحقيق مبدأ «الصحة للجميع» بحلول عام 2000 وبذلك يتم تعزيز الصحة.

## أماكن عمل ميثاق اوتاوا
تم تحديد خمسة مجالات عمل لتعزيز الصحة في الميثاق: 
1. بناء سياسة عامة صحية
2. خلق بيئات داعمة
3. تعزيز العمل المجتمعي
4. تنمية المهارات الشخصية
5. إعادة توجيه خدمات الرعاية الصحية نحو الوقاية من المرض وتعزيز الصحة.